# Jacek Rozenek
Jacek Rozenek (ur. 31 marca 1969 w Warszawie) – polski aktor filmowy, telewizyjny, teatralny i dubbingowy, lektor, konferansjer, trener biznesu, coach i animator kultury.

## Życiorys
W 1995 ukończył Państwową Wyższą Szkołę Teatralną w Warszawie. W tym samym roku został aktorem Teatru Współczesnego. W latach 1999–2006 występował w roli Rafała Kozienia, szefa agencji reklamowej „JBD” i homoseksualnego przyjaciela Agnieszki Lubicz w serialu TVP1 Klan. Od 2012 wciela się w Artura Chowańskiego w serialu TVP2 Barwy szczęścia.
Prowadzi działalność gospodarczą pod firmą Audytorium, zajmuje się szkoleniami biznesowymi.
Od stycznia 2013 do czerwca 2014 współprowadził poranny magazyn TVP2 Pytanie na śniadanie. W 2014 uczestniczył w pierwszej edycji programu rozrywkowego Polsatu Dancing with the Stars. Taniec z gwiazdami.

## Życie prywatne
Ma starszego brata Andrzeja.
Z pierwszego małżeństwa z Katarzyną Litwiniak (zm. 2020) ma syna Adriana.
W 2003 poślubił Małgorzatę Kostrzewską, z którą rozwiódł się w 2013 i z którą ma dwóch synów: Stanisława (ur. 2006) i Tadeusza (ur. 2010). Następnie związał się z Roksaną Gąską.
15 maja 2025 roku ożenił się z Marią Samuel.
W styczniu 2019 zdiagnozowano u niego 12–procentową frakcję wyrzutową serca. W maju 2019 przeszedł udar mózgu.
Pasjonuje się historią Polski, szczególnie dziejami lat 40. i 50. XX wieku. Zdobył szczyt Kilimandżaro. Jest fanatykiem sportu, m.in. jeździ konno, pływa, ćwiczy crossfit i gra w golfa. Po udarze stopniowo wracał do uprawiania sportu.

## Filmografia[2]
- 1994: Szczur jako funkcjonariusz UOP
- 1995: Ekstradycja (obsada aktorska/odc. 2)
- 1997–2012: Klan jako Rafał Kozień, szef Agencji Reklamowej „JBD”
- 1998: Ekstradycja 3 jako policjant pilnujący Halskiego w szpitalu (odc. 8)
- 1999: Miodowe lata jako Jacek (odc. 38)
- 2000: Pół serio jako reżyser Marek
- 2002: Chopin. Pragnienie miłości jako Felicien Mallefille, kochanek George Sand
- 2002–2010: Samo życie jako Marek Szafrański, zastępca redaktora naczelnego gazety „Samo Życie”
- 2003: Psie serce jako głos psa Falka
- 2003: Kasia i Tomek jako kelner; tylko głos (Seria II/odc. 30)
- 2004–2005: Na dobre i na złe jako Jan Grzywacz, ojciec Ewy
- 2004: Kryminalni jako Mariusz Chłopicki, chłopak Anny Szennert (odc. 8)
- 2005–2009: Złotopolscy jako Radosław Tulczyński, mąż Agaty
- 2005: Rozdroże Cafe jako Piotr Matys
- 2005: Pensjonat pod Różą jako Mariusz, ojciec Marcela (odc. 56 i 57)
- 2005: Klinika samotnych serc jako Ksawery Szulc, klient biura matrymonialnego „Serenada” (odc. 2)
- 2006: Ale się kręci jako dziennikarz Artur Głowara (odc. 6)
- 2007: Z miłości jako Edgar
- 2007: Mamuśki jako Kamil Najman (odc. 8)
- 2008: Po latach niewoli wstaje Polska... 1914–1918 jako Zdzisław książę Lubomirski
- 2008: Na kocią łapę jako wykładowca Dariusz Ząbkowski
- 2009: Sprawiedliwi jako Ludwik Brenson, mąż Iny (odc. 1)
- 2009: Popiełuszko. Wolność jest w nas jako Grzegorz Piotrowski
- 2009: Generał Nil jako pułkownik Józef Różański
- 2009: 39 i pół jako „Migdał” (odc. 34 i 37)
- 2009–2013: Popiełuszko. Wolność jest w nas (serial) jako Grzegorz Piotrowski
- 2010: Na Wspólnej jako Eryk Kuśnierz (odc. 1448 i 1449)
- 2010: Trick jako Waldemar Konar
- 2010: Ojciec Mateusz jako Jakub Gold (odc. 40)
- 2011: Przepis na życie jako prowadzący konkurs kulinarny (odc. 11)
- 2011: Ludzie Chudego jako „ojciec Leopold” (odc. 23)
- 2011: Aida jako Miłosz Grabski (odc. 12)
- 2012: Trick (serial) jako Waldemar Konar
- od 2012: Barwy szczęścia jako Artur Chowański
- 2013: Prawo Agaty jako Jerzy Hartman (odc. 50)
- 2014: Warsaw by Night jako playboy
- 2014: Na krawędzi 2 jako Wiktor Kruger vel Marc Lande
- 2017: Ojciec Mateusz jako Marek Fornal, dyrektor sklepu „Borsuk” (odc. 222)
- 2019: Za marzenia jako „Tulipan” (odc. 20)

## Spektakle telewizyjne[2]
- 1995:
  - Berenika (Warren)
  - Miłość i gniew (Cliff Lewis)
  - Pajęczyna
- 1996:
  - Donadieu (Nicolas)
  - Figlarna telewizja i wróżka z kranu (Narzeczony)
  - Panna Maliczewska (Edek)
  - Przybysz z Narbony (Alvaro)
  - Trzy cylindry (Przystojny Chłopak)
  - Za i przeciw (Porucznik David Wills)
- 1997:
  - Czarny obeliks (Ludwik)
  - Dwa telefony
  - Dziady
  - Julian Tuwim – moje słowa
  - Ketchup Schroedera
  - Księga raju (Nauczyciel)
  - Poczta (Królewski Posłaniec)
  - Tajemnica przeszłości (Mieszko)
  - Wniebowstąpienie (Policjant)
- 1998:
  - Człowiek do wszystkiego (Porucznik Mather)
  - Portret wenecki (Sierżant)
- 1999:
  - Podróż do Moskwy (płk. Bańkiewicz)
  - W Nieparyżu i gdzie indziej (Pan Michaś)
- 2000: Sandra K. (Miszka)
- 2002: Gra miłości (Mario)
- 2004: Wniebowstąpienie (Milicjant I)
- 2006:
  - Słowo honoru (Józef Różański)
  - Śmierć rotmistrza Pileckiego (Józef Różański)
- 2009: Operacja „Reszka” (Instruktor MSW)
- 2010: Kontrym (Oficer)

## Dubbing[2]
- 1997: Chopin – narrator
- 1998: Teknoman – Nick Carter/Blade
- 1999:
  - Ogniem i mieczem – film, Jurko Bohun
  - Rodzina zastępcza odc. Świąteczna awaria – pies Śliniak
  - Gwiezdne wojny: część I – Mroczne widmo – Mace Windu
- 2000:
  - Ogniem i mieczem – serial, Jurko Bohun
  - Grinch: Świąt nie będzie – Grinch
- 2001:
  - W pustyni i w puszczy
  - Paryż Władysława Lubomirskiego – lektor
- 2002: Gwiezdne wojny: część II – Atak klonów – Mace Windu
- 2003
  - Kot – Lawrence „Larry” Quinn
  - Gdzie jest Nemo? – Ojciec Teda
  - Małolaty u taty – Charllie
- 2004: Rh+ – Szymon
- 2004: Garfield
- 2005:
  - Gwiezdne wojny: część III – Zemsta Sithów – Mace Windu
  - Opowieści z Narnii: Lew, czarownica i stara szafa – Lis
  - Roboty – Jacek Młot
- 2006: Mokra bajeczka
- 2007: Wiedźmin – Geralt z Rivii[24]
- 2007: Mass Effect – Nihlus, Major Kyle
- 2008: Madagaskar 2 – Makunga
- 2010: Miś Yogi – Strażnik Smith
- 2011: Wiedźmin 2: Zabójcy królów – Geralt z Rivii[24]
- 2015: Wiedźmin 3: Dziki Gon – Geralt z Rivii[25]
- 2016: Batman v Superman: Świt sprawiedliwości – Bruce Wayne/Batman
- 2016: Legion samobójców – Bruce Wayne/Batman
- 2017: Liga Sprawiedliwości – Bruce Wayne/Batman
- 2017: Thor: Ragnarok – Skurge
- 2020: Cyberpunk 2077 – Zbuntowany Delamain